# Paittasrivier
Paittasrivier (Zweeds – Fins: Paittasjoki) is een rivier annex beek, die stroomt in de Zweedse  gemeente Kiruna. De rivier verzorgt de afwatering van het (grote) Paittasmeer en Kleine Paittasmeer. De rivier stroomt voor het gevoel de verkeerde kant op; ze stroomt naar het noord(oost)en, terwijl de meeste rivieren in deze buurt oost dan wel zuidoostwaarts gaan. De Paittasrivier is 13540 meter lang.
Afwatering: Paittasrivier → Muonio → Torne → Botnische Golf